# 栗丘站
栗丘站（日语：／ Kurioka eki */?）是位於北海道岩見澤市栗澤町，屬於北海道旅客鐵道（JR北海道）的室蘭本線車站。

## 歷史

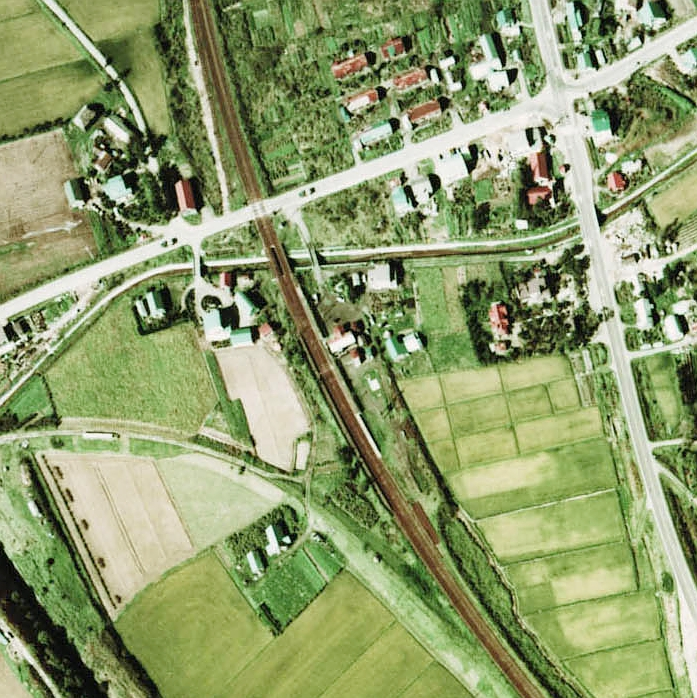
1976年栗丘站周邊500米範圍。

為了在戰時增強運輸能力，便增設此號誌站。在戰爭結束後把號誌站廢止。後來在町內有力人士的陳情下加裝月台並正式設置此站。當初號誌場的小屋便用作現時的候車室。

### 年表
- 1943年（昭和18年）9月25日：國有鐵道室蘭本線開設栗丘號誌站[1][2]。
- 1946年（昭和21年）4月1日：升級至車站。名為栗丘站。當時為一般車站。[1][2]
- 1947年（昭和22年）12月1日：開設車載貨物起卸業務[3]。
- 1948年（昭和23年）11月：擴展車站大樓[2]。
- 1972年（昭和47年）3月15日：結束貨物起卸業務[1]。
- 1980年（昭和55年）5月15日：結束行李起卸業務[1]。同時成為無人車站[2][4]。
- 1982年（昭和57年）：車站大樓翻新[2]。
- 1987年（昭和62年）4月1日：伴隨國鐵分割民營化，車站由北海道旅客鐵道（JR北海道）營運[1]。
- 1990年（平成2年）4月23日：栗山站至此站之間的栗山隧道由於倒塌而變為單線。

### 站名的由來
站名取自於所在地「栗丘」。而地名是來自愛奴語中的「kuttar-us」（許多虎杖的地方）。有一種理論認為名稱取自附近小山丘中種植了許多栗樹。

## 車站構造
本站是地面車站，設有1面1線的單式月台。月台位於路軌東邊（岩見澤方向為右手邊，舊1號月台）。此站曾設有2面2線的相對式月台，並且原本是單線與雙線鐵路區間的邊界，當時可進行列車交會。兩月台之間透過跨線橋連接。跨線橋呈L字形。路軌東邊靠近站房的是上行1號月台，對面則是下行2號月台。在2號月台上設有安全側線。過去使用的舊月台與跨線橋在廢止後留存至今。
此站是由追分站管理的無人車站。站房位於東邊（岩見澤方向為右手邊），單式月台的北邊。與月台呈90度。本站的站房在有人車站時代進行翻新，與安平站、三川站與古山站擁有相同的車站外貌。站內設有候車室、管理事務室和廁所，但月台内沒有設置轉轍器。

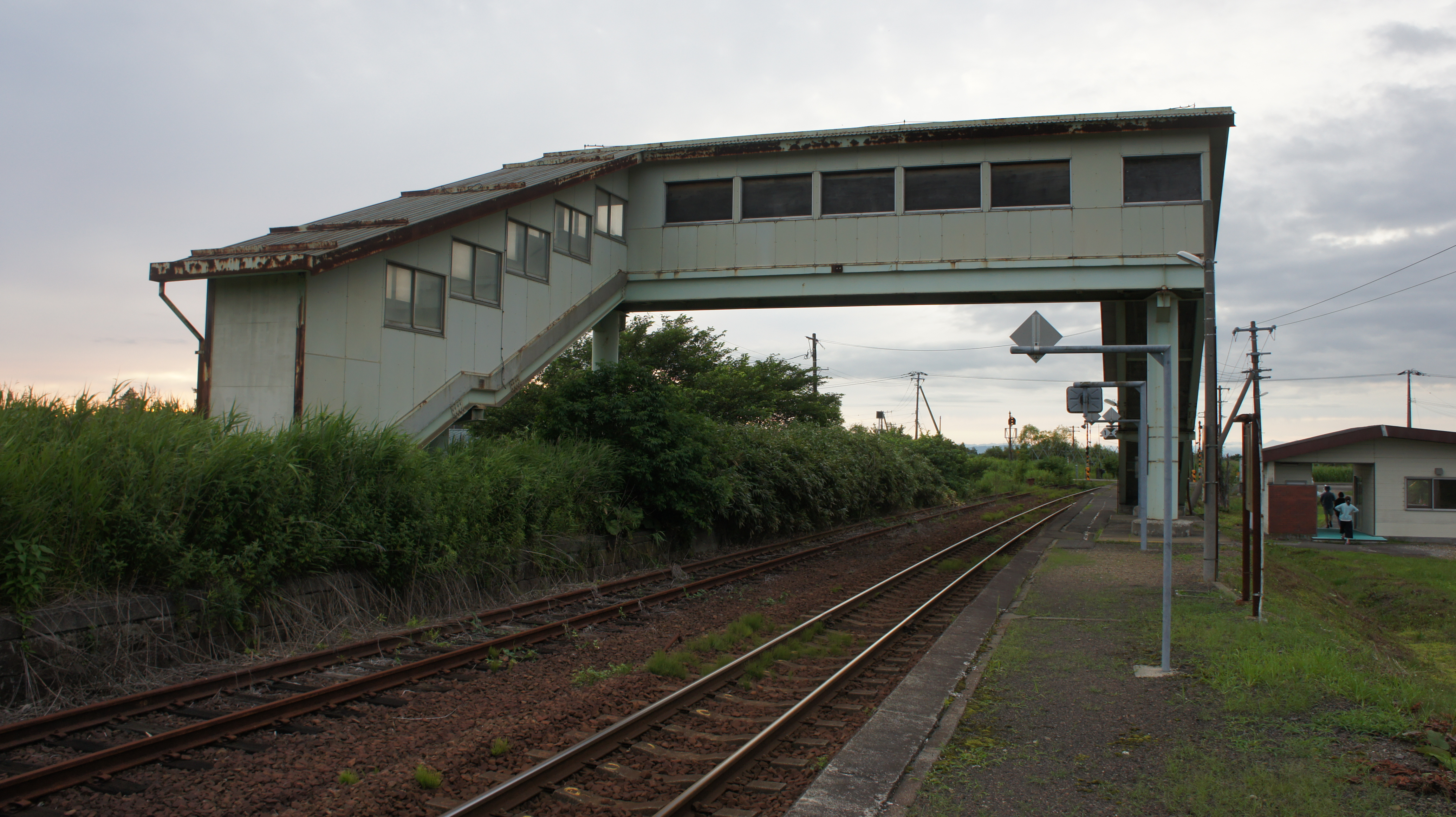
月台（2017年7月）
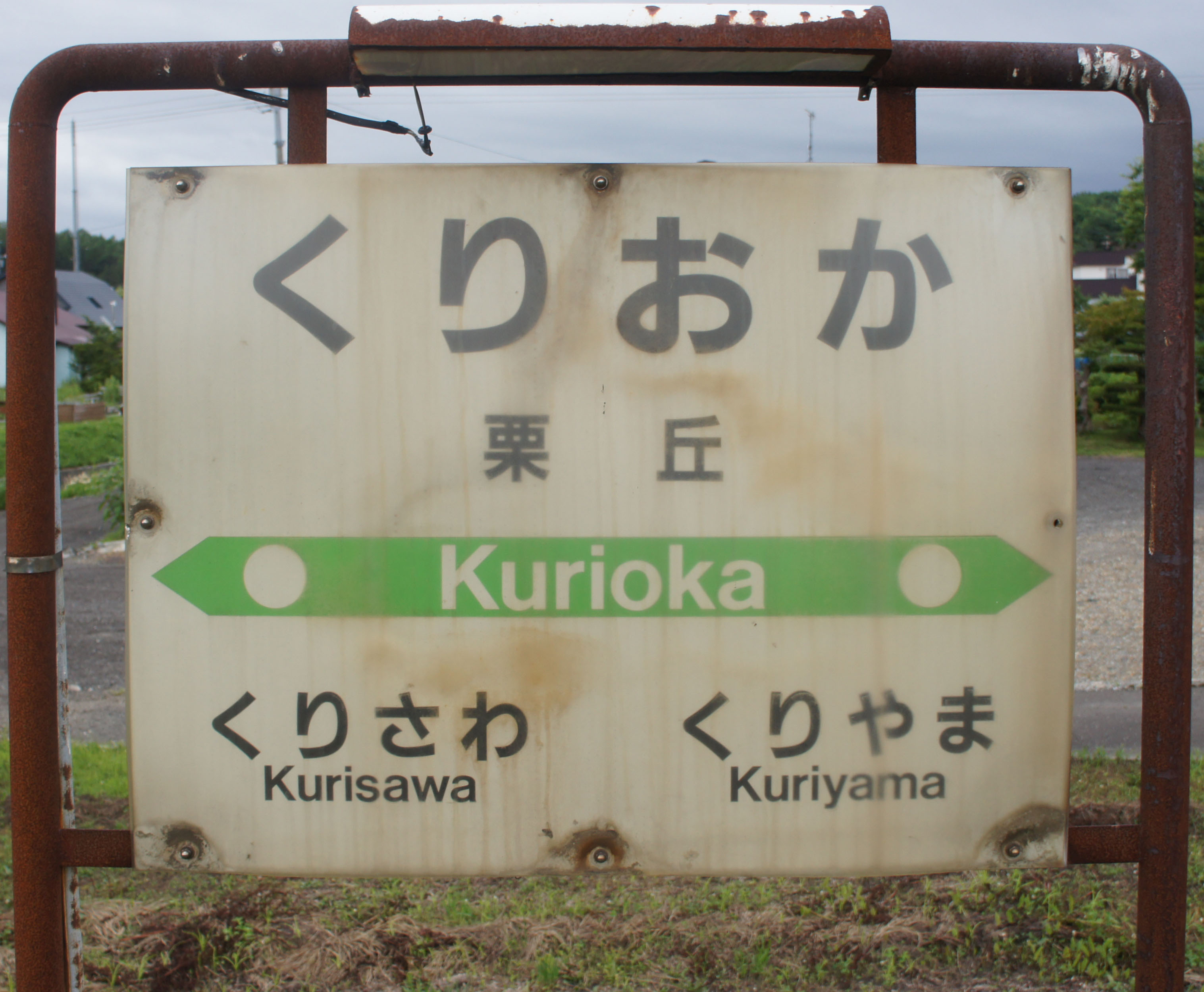
站名牌（2017年7月）

## 使用狀況
- 在1981年度（昭和56年度）的1日上下車人次為16人[8]。
- 在1992年度（平成4年度）的1日上下車人次為8人[7]。
- 在2012 - 2016年（平成24 - 28年）的乘車人次（指定平日調査）為平均10.2人[10]。
- 在2013 - 2017年（平成25 - 29年）的乘車人次（指定平日調査）為平均9.6人[11]。
- 在2014 - 2018年（平成26 - 30年）的乘車人次（指定平日調査）為平均7.8人[12]。在上下車人次調査下（11月某調査日），平均人次為「10名以下」[13]。
- 在2015 - 2019年（平成27 - 令和元年）的乘車人次（指定平日調査）為平均6.4人[14]。在上下車人次調査下（11月某調査日），平均人次為「10名以下」[15]。

以下為1日平均上下車人次列表：
| 上下車人次變化 | 上下車人次變化 |
| 年度           | 1日平均人次    |
| -------------- | -------------- |
| 2011           | 4              |
| 2012           | 6              |
| 2013           | 6              |
| 2014           | 6              |

## 車站周邊
車站位於田園地帶的村落中。車站附近設有由農家經營的餐廳。由於車站附近有許多高爾夫球場，因此附近被稱為「高爾夫球場銀座」。
- 國道234號
- 北海道道340號栗丘幌向停車場線
- 北海道中央巴士（日语：北海道中央バス）（岩見澤營業所（日语：北海道中央バス岩見沢営業所））「栗丘」巴士站[18]
- 栗丘騎馬公園（越野自行車專用賽道）
- 栗之森公園
- 北長沼水鄉公園

## 其他
原本此站至由仁站之間為雙線區間。在1990年（平成2年），栗山站至此站之間的下行線栗山隧道由於發生倒塌事件，因此栗山站至此站之間的下行線廢止，該段變為單線區間。

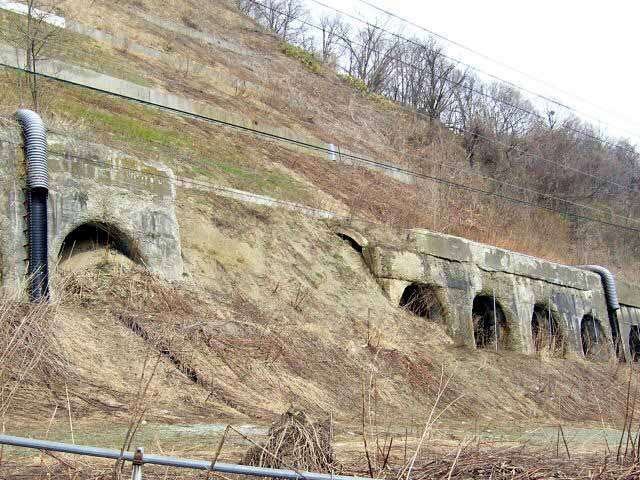
不進行修復的隧道（2005年4月）

## 相鄰車站
北海道旅客鐵道（JR北海道）
室蘭本線
栗山－栗丘－栗澤

## 注腳
1. 1 2 3 4 5 6  石野哲（編）. . JTB. 1998: 856. ISBN 978-4-533-02980-6 （日语）.
2. 1 2 3 4 5 6  栗澤町史 下卷 平成5年10月發行 P1122-1123。
3. ↑  「運輸省告示第305号」『官報』1947年11月27日（國立國會圖書館數碼化收藏）
4. ↑  . 交通新聞 (交通協力会). 1980-05-18: 1 （日语）.
5. 1 2  本多 貢. 児玉　芳明 , 编. . 札幌市: 北海道新聞社. 1995-01-25: 40  [2018-10-27]. ISBN 4893637606. OCLC 40491505 （日语）.
6. ↑  書籍《北海道の駅878ものがたり 駅名のルーツ探究》（監修：太田幸夫，富士コンテム，2004年2月發行）59頁。
7. 1 2 3 4 5 6 7  書籍《JR・私鉄全線各駅停車1 北海道630駅》（小學館，1993年6月發行）91頁。
8. 1 2 3 4 5  書籍《国鉄全線各駅停車1 北海道690駅》（小學館，1983年7月發行）88頁。
9. 1 2 3  書籍《北海道鉄道駅大図鑑》（著：本久公洋，北海道新聞社，2008年8月發行）112頁。
10. ↑   (PDF) (新闻稿). 北海道旅客鉄道株式会社: 8. 2017-12-08  [2018-08-18]. （原始内容 (PDF)存档于2018-08-17） （日语）.
11. ↑   (PDF) (新闻稿). 北海道旅客鉄道株式会社: 3. 2018-07-02  [2018-08-18]. （原始内容 (PDF)存档于2018-08-17） （日语）.
12. ↑   (PDF). 北海道旅客鉄道: 3. 2019-10-18  [2019-10-18]. （原始内容 (PDF)存档于2019-10-18） （日语）.
13. ↑   (PDF). 全線区のご利用状況（地域交通を持続的に維持するために）. 北海道旅客鉄道.   [2020-01-20]. （原始内容 (PDF)存档于2020-01-20） （日语）.
14. ↑   (PDF). 北海道旅客鉄道: 3. 2020-10-30  [2020-11-04]. （原始内容 (PDF)存档于2020-11-02） （日语）.
15. ↑   (PDF). 地域交通を持続的に維持するために > 全線区のご利用状況. 北海道旅客鉄道. 2020-10-30  [2020-11-04]. （原始内容 (PDF)存档于2020-11-02） （日语）.
16. ↑  国土数値情報　駅別乗降客数データ  （页面存档备份，存于）（日語） - 國土交通省，2020年9月24日參閲
17. ↑  北海道の交通関係 （页面存档备份，存于）（日語） 2020年9月24日參閲
18. ↑  . 北海道中央バス.   [2019-05-31]. （原始内容存档于2018-01-26） （日语）.